# Велко Велков (адмирал)
Вижте пояснителната страница за други личности с името Велко Велков.
Велко Петров Велков е български офицер, флотилен адмирал.

## Биография
Роден на 23 декември 1967 г. в добричкото село Крушари.
През 1985 г. завършва средно образование и постъпва за обучение във военен профил на Военноморското училище във Варна.
През 1990 г. завършва корабоводене във Военноморското училище във Варна.
Започва службата си като командир на минно-артилерийска бойна част на базов миночистач към дивизион противоминни кораби във Военноморска база Бургас. В периода 1993 – 1998 г. последователно е командир на базов миночистач, командир на отряд рейдови миночистачи и дивизионен щурман в щаба на дивизион противоминни кораби. През 2004 г. завършва Военната академия в София. След това е определен за флагмански щурман, той и специалист по морска подготовка към щаба на Военноморска база Бургас. Между 2006 и 2014 г. е последователно началник на щаба на дивизион кораби със спомагателно назначение, Командир на дивизион противоминни кораби и Командир на дивизион патрулни кораби във Военноморската база в Бургас.
Завършва Военноморския колеж на ВМС на САЩ през 2015 г., след което е назначен за заместник-командир на Пункт за базиране – Варна. В периода 2016 – 2020 г. е началник на щаба на Флотилия бойни и спомагателни кораби. На 30 март 2020 г. е назначен за командир на Флотилия бойни и спомагателни кораби и удостоен с висше офицерско звание флотилен адмирал. На 1 април 2025 г. е освободен от длъжността командир и от военна служба.

## Образование
- Военноморско училище „Н.Й.Вапцаров“ – 1985 – 1990 г
- Военна академия „Г.С.Раковски“ – 2002 – 2004 г
- Военноморския колеж на ВМС на САЩ – 2014 – 2015 г